# Doddakurubarahalli, Gudibanda
Doddakurubarahalli là một làng thuộc tehsil Gudibanda, huyện Kolar, bang Karnataka, Ấn Độ.